# مارغريت يوحنا
مارغريت يوحنا (بالإنجليزية: Margaret John)‏ (و. 1926 – 2011 م) هي ممثلة مسرحية، وممثلة أفلام من المملكة المتحدة، وويلز، ولدت في سوانزي، توفيت في سوانزي، عن عمر يناهز 85 عاماً، بسبب سرطان الكبد.

## التعليم
تعلمت في أكاديمية لندن للموسيقى والفنون المسرحية.

## جوائز
حصلت على جوائز منها:
- الأكاديمية البريطانية لفنون السينما والتلفزيون (2009)

## وصلات خارجية
- مارغريت يوحنا على موقع IMDb (الإنجليزية)
- مارغريت يوحنا على موقع ألو سيني (الفرنسية)
- مارغريت يوحنا على موقع ميوزك برينز (الإنجليزية)
- مارغريت يوحنا على موقع أول موفي (الإنجليزية)
- مارغريت يوحنا على موقع قاعدة بيانات الأفلام السويدية (السويدية)
- مارغريت يوحنا على موقع قاعدة بيانات الفيلم (الإنجليزية)
- مارغريت يوحنا على موقع كينوبويسك (الروسية)